# Відаррелл Папіто Меренсія
Відаррелл Папіто Меренсія (нід. Vidarrell Merencia, нар. 4 березня 1994) — футболіст з Кюрасао, півзахисник клубу «АДО Ден Гаг».

## Клубна кар'єра
До складу основної команди клубу «АДО Ден Гаг» приєднався 2013 року. Відтоді встиг відіграти за команду з Гааги 4 матчі в національному чемпіонаті.

## Виступи за збірні
У 2013 році залучався до складу молодіжної збірної Кюрасао. На молодіжному рівні зіграв у 2 офіційних матчах, забив 1 гол.
У 2013 році дебютував в офіційних матчах у складі національної збірної Кюрасао. Наразі провів у формі головної команди країни 10 матчів, забивши 2 голи.